# Entephria klemensiewiczii
Entephria klemensiewiczii là một loài bướm đêm trong họ Geometridae.